# Sant’Andréa-di-Cotone
Sant’Andréa-di-Cotone (korsisch Sant'Andria di u Cutone; italienisch Sant'Andrea di Cotone) ist eine französische Gemeinde auf der Insel Korsika. Sie gehört zur Region Korsika, zum Département Haute-Corse, zum Arrondissement Corte und zum Kanton Castagniccia. Die Bewohner nennen sich Cotonais(es).

## Geografie
Das Dorfzentrum mit der Mairie in der Streusiedlung Chigliacci liegt auf ungefähr 480 Metern über dem Meeresspiegel in der Castagniccia. Zur Gemeindegemarkung gehören auch die Weiler Ciglio und Cotone. Die Grenze zu Chiatra führt über den 24,6 km langen und ungefähr 60 km² großen Stausee Lac de barrage d’Alesani. Die Staumauer befindet sich auf der östlichen Seite. Sant’Andréa-di-Cotone grenzt im Norden an Cervione, im Osten an San-Giuliano, im Süden an Chiatra und Pietra-di-Verde sowie im Westen an Ortale und Valle-d’Alesani. 

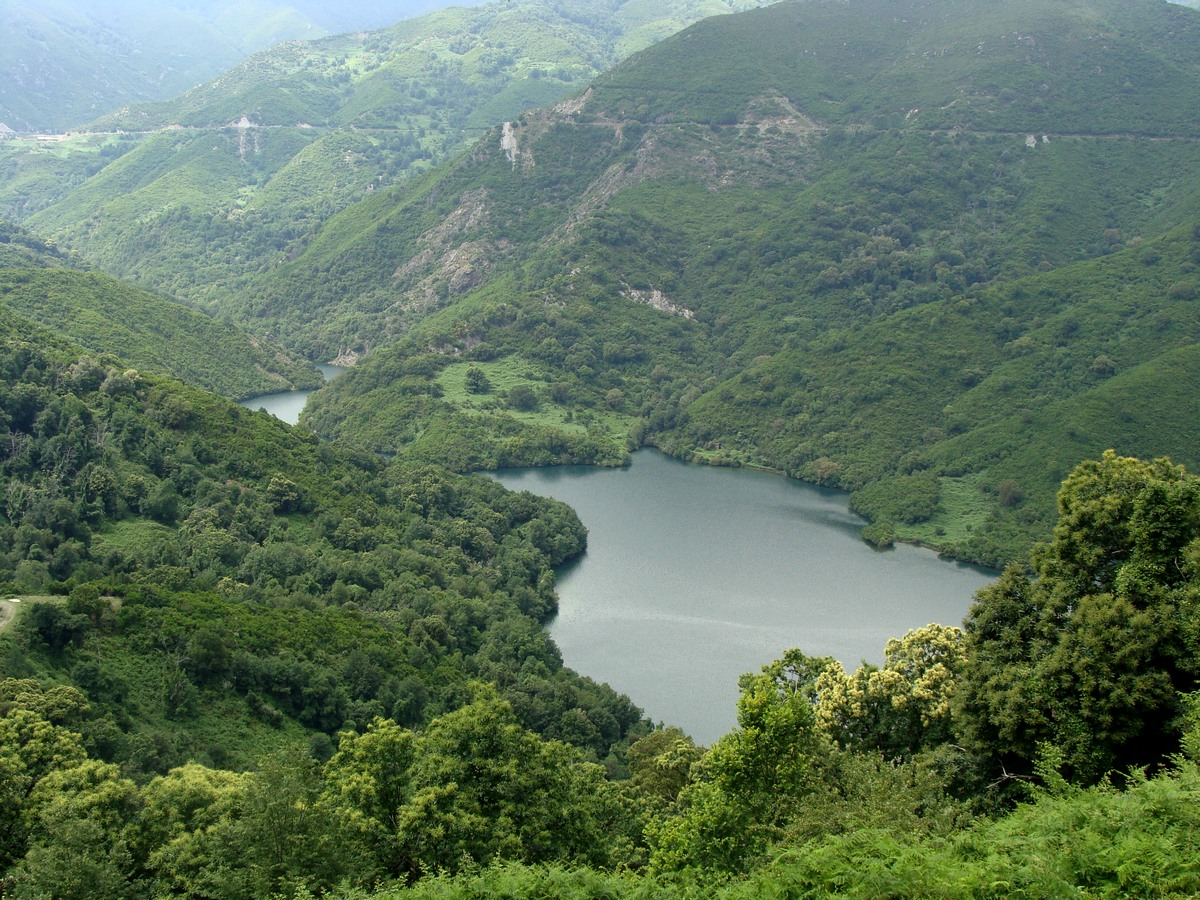
Lac de barrage d’Alesani

## Bevölkerungsentwicklung
| Jahr      | 1962 | 1968 | 1975 | 1982 | 1990 | 1999 | 2006 | 2012 |
| --------- | ---- | ---- | ---- | ---- | ---- | ---- | ---- | ---- |
| Einwohner | 264  | 209  | 160  | 127  | 182  | 167  | 215  | 240  |